# 四的禁忌
四的禁忌，指基於對「四」這個數字的发音联想的迷信之現象，而厭惡、排斥、迴避带「四」的事物。常出現於漢字文化圈內的中國大陸、香港、澳門、台灣、日本、朝鮮半島、越南以及東南亞的馬來西亞、新加坡。

## 原因
|        | 讀音      | 讀音      |
| 四     | 死        |           |
| ------ | --------- | --------- |
| 官話   | sì（ㄙˋ） | sǐ（ㄙˇ） |
| 吳語   | sy3       | sy2,si2   |
| 客家話 | si4       | si3       |
| 粵語   | sei3      | sei2      |
| 越南语 | tứ        | tử        |
| 閩南語 | sì,sù     | sí,sú     |
| 日語   | shi       | shi       |
| 朝鮮語 | sa        | sa        |

漢字文化圈對「四」字的厭惡起因於其發音容易讓人聯想到死。因為在漢語的大部份语言中，「四」字的發音和「死」字仅仅在声调上有区别。而在日語和朝鮮語中汉字的读音没有声调，导致「四」和「死」兩字的發音更是完全相同。故長期以來民間常視「四」為不吉利的數字，並且在一些敏感的場合中刻意迴避。值得注意的是，諧音導致禁忌因地而異，如北京人對「四」和「死」的諧音禁忌便不及廣東人。

## 各國现象
最常見的迴避措施之一為跳過含有「4」的數字。在前述地区中，樓層編號常常跳過尾數是「4」的數字，例如將實際的4樓編為5樓，形成從3樓上去後就變成5樓的現象。見證生死的醫院對這項禁忌尤為敏感，樓層、看診序號與病房編號都盡可能避免含有「4」，這種現象在电梯內最容易觀察到。但也有人認為「消失的樓層」反而帶來另一種詭異感，所以有些措施是改以拉丁字母「F」來代替「4」（因為「F」為「4」的英語「Four」的首字母），有些則改以「3A」這種附屬的標記形式來取代。某些东西方文化融汇的地方，如香港或新加坡，同時有四的禁忌和13的禁忌，有些建筑物内可能会出现13、14和其他带4的楼层全部“不翼而飞”的现象，经常会令初来乍到的外国人表示不解。考虑到消防安全等因素，部分地区出台规定新建的建筑物在楼层編號时不得跳层。

### 中國大陸
中國大陸的一些建築物在樓層命名時會跳過或转写4樓及其他尾数为4的楼层，比如：3楼的上一层记作5楼，属跳过；3楼的上一层记作3A楼，再上一层记作5楼，属转写，不過近年來這種現象已大為減少。而此種現象在其他事物的命名中也廣為體現，例如中国高速公路命名规则裏，联络线、并行线的编号通常将“联络线四、并行线四”跳过，例如 北漠高速之后就跳过G1214的编号，直接使用 松长高速。唯独联络线、并行线较多的线路会使用“四号线路”，目前仅有 京武高速、 宁上高速、 厦金高速及 奎阿高速四条。此外，中国高铁的和諧號動車組的型號中沒有「CRH4」、「CJ4」型的缘由中就有此民间说法。
中國人民解放軍很少有關於四的禁忌，裝備名稱並不常跳過4。例如東風-4遠程彈道導彈，094型潛艇，長征四號運載火箭等。中國共产党的一些政策，例如“四個現代化”，也不忌諱數字4。

### 香港
近年，香港部份住宅樓宇連40至49樓也全部跳過，即39樓的樓上已經是50樓，如凱旋門、萬景峯等；
香港的國際金融中心IFC中，沒有14、24、34和44樓，同時出於對13的忌諱，亦沒有13樓。換言之，由12樓直接跳到15樓。
另外，東區海底隧道、紅磡海底隧道及西區海底隧道的收費亭中，其中4號收費亭被3A取代。
TVB在慶祝台慶的時候，亦有意避開4字。由於香港粵語「4」字和「死」字音近、「7」字和「執」字（引伸為「執笠」，即結業）音近、「8」字和「發」字音近，每逢個位數是4或7的週年會改為邁向／邁進下一年（例：37週年改為「邁進38年」、44週年改為「邁向45」）。然而，49週年（2016年）改為「邁向50週年」這種情況較為罕見，最大原因其⼀是49為7乘7，而7意頭不佳，49則雙重不佳，而其二是50適逢金禧好兆頭；此外，57週年（2024年）沒有改為「邁向58週年」，因58有「唔發」的不好意頭，故成為唯一一年個位數為7的週年直接以該年之週年數字慶祝。

### 澳門
所有屬於新濠及銀娛集團的酒店不設個位數4，同時沒有13樓。

### 台灣
除了樓層編號之外，台灣也有許多餐廳、飯店在詢問客人的人數時，會技巧性地略過「四（位）」，改稱「三加一（位）」，或是號碼桌沒有數字4，例如：3號的下一個就是5號，或在旅館客房沒有數字4，例如：5樓房間503房間後就是505房間。
2012年起發放的新式車牌編號也會完全跳過「4」，在此之前僅車號尾數避開「4」。在公路的編號上，則無對四的忌諱。高速公路仍有國道四號、省道也有台4線、台14線及台24線。
中華民國海軍還有舷號加起來不得等於4的不成文規定，源自於1955年的一江山島戰役，中華民國海軍被擊沉的三艘軍艦各自的舷號總和都是4。此後中華民國海軍的舷號都會避開總和等於4的情況，例如成功級巡防艦就跳過了1102舷號。1990年代之前的一部份軍艦舷號帶有4，但之後服役的軍艦通常不再使用含有4的舷號。
台灣大多數航空公司會避免航空器註冊編號帶有「4」。

### 新加坡
新加坡公共交通运营商新捷运会刻意略过某些以“4”为结尾的数字作为巴士的车牌。因此，如果将某辆巴士的车牌注册为SBS *** 3 *（SBS为新捷运的简写），SBS *** 4 *将被自动忽略，而下一辆车的车牌就要被注册为SBS *** 5 *，这条规则仅适用于部分路线。
最后的星号为校验字母，而非数字。例如，如果一辆巴士的车牌被注册为SBS7533J，则将忽略SBS7534G，而下一张要注册的车牌将会是SBS7535D。
SMRT集团旗下运营的地铁也会略过并不使用第一位数字为“4”的序列号，其运营的“午夜巴士”（英语：Night Rider）服务的巴士所属序列号亦遵循着同样的规则。

### 日本

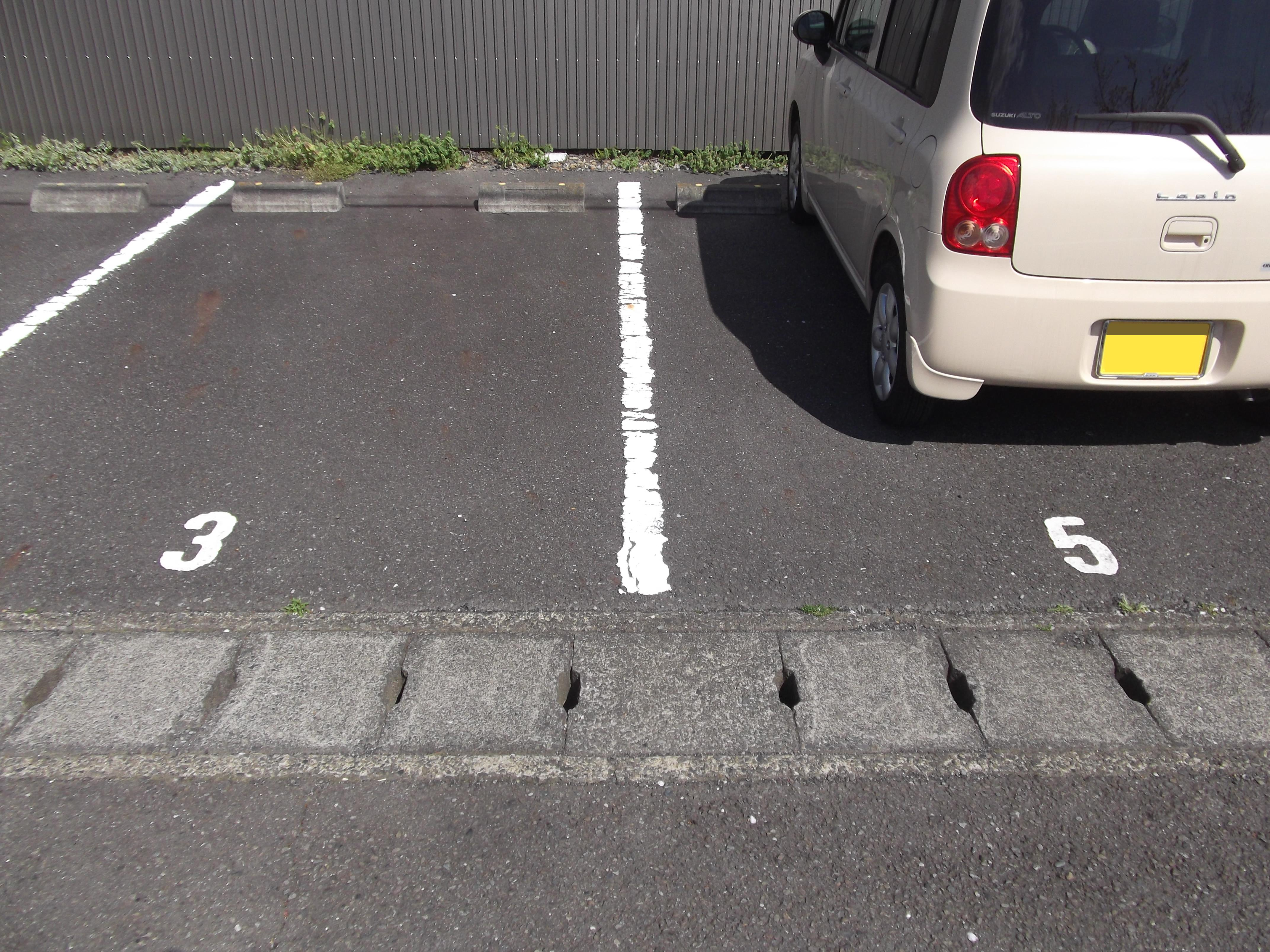
靜岡市駿河區的一個停車場跳過第4號。

在日本，由於漢數字「四」與「死」的讀音完全相同（皆為し，shi），最早在平安時代開始，已有對數字4忌諱的記載。1522年出版的『祇園会御見物御成記』中，開始有使用固有詞作為替代的記載——「二、三、よ（yo）、五」。亦大量將四與量詞結合改為yo。時至今日，在多數的情況中，可以使用よん（yon）作為4的讀音。雖然如此，仍有大量建築物跳過「4」樓和第4號。
此外，日本的車牌號碼亦缺少了42和49，因分別與「（中文：到死）」（shi ni）和「（中文：垂死）」（shi ku）的讀音相同。

### 韓國

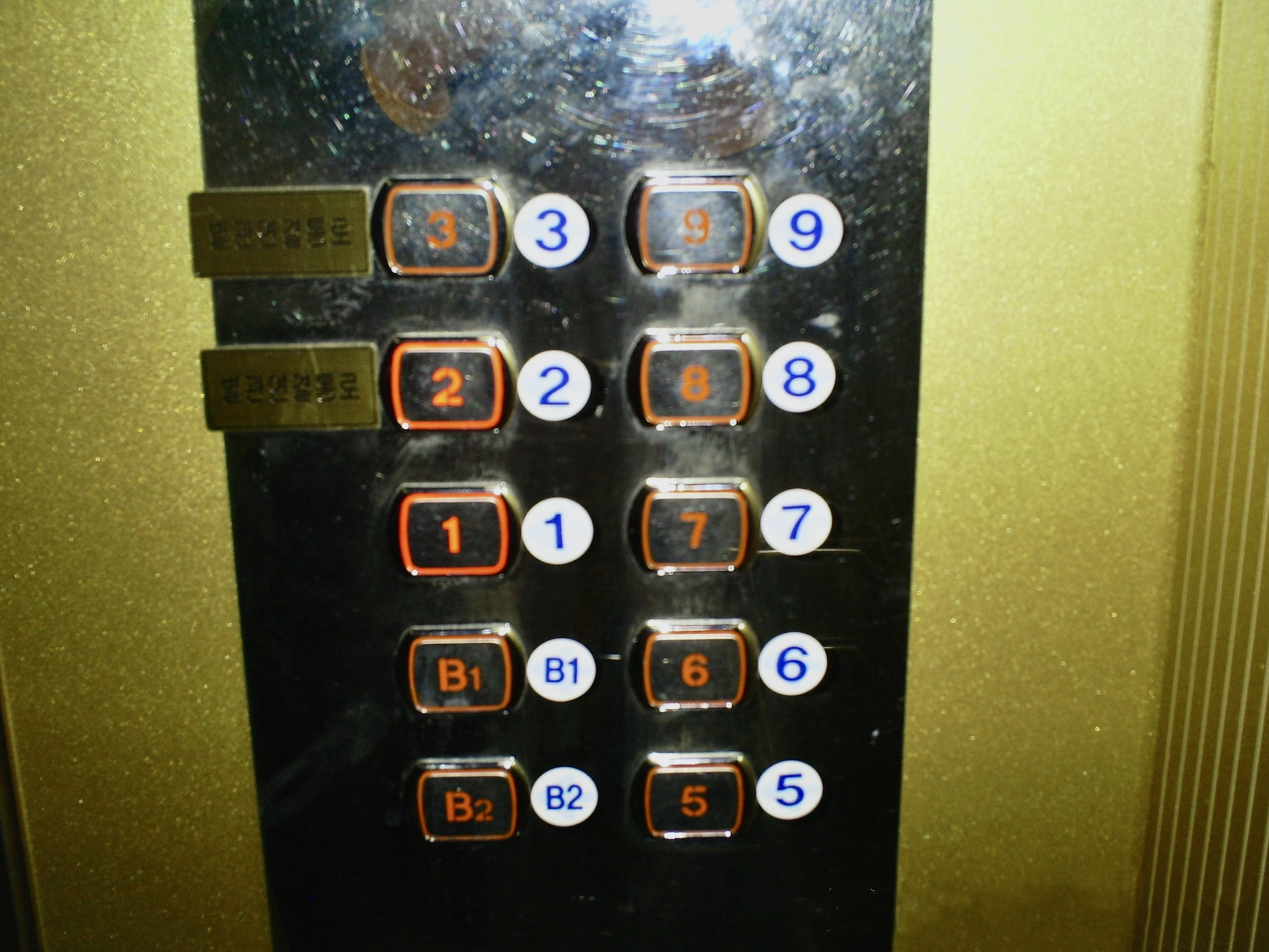
在蔚山南區新亭洞的醫院沒有4樓。

韓國的漢數字「四」和「死」的讀音完全相同，皆為사（sa），然而漢數字四的讀音並沒有像日語般以固有詞替換，因此出現很多與4相關的忌諱。例如仁川國際機場並沒有4、44、244閘口（同時沒有13）。

### 朝鮮
朝鮮人民軍沒有「第四旅」。

### 越南
由於漢數字四（tứ）的讀音與死（tử），僅為聲調上的差別，此外三（tam）與慘（thảm）亦是近音，越南語使用固有語ba bốn作為漢數字三、四的替代。

## 反例
對「四」的避諱不是絕對的，實際上有很多的不避諱的例子或者反例。
中国傳統认为偶数代表吉祥，而四属于偶数，因此并不代表凶兆，例如送礼时应送四、六或八样，中國北方婚嫁納徵时送四彩礼，以示吉祥。
在道教文化中，「四」代表四象，有圆满之意。又如年分四季，地分四方，城市有四郊，盖房要四至。。風水上「四」代表四綠文昌星，有利學生和文職工作者。
「四大」也是漢字文化圈常用的並稱，如四大名著、四大天王、四大金剛、四大美人等。
麻將裏更是與「四」字離不開，不僅是因為麻將本身是個四人遊戲，一些高難度的和牌牌型役名也帶有「四」字，諸如大四喜、四槓子、四暗刻等；由於它們可以為玩家取得十分高的翻數（點數），故縱使名稱是有「四」字，不少雀士都很想甚至渴望能和出這些牌型。
棒球打序的第四棒通常由球隊最擅長長打的球員擔任，是球隊打擊時的中心人物，因此擔任第四棒也有著高度的榮耀跟責任存在。

## 西方
西方世界稱東方的這種禁忌為「恐四症」（Tetraphobia），是「Tetra」（四）與「Phobia」（恐懼症）的合字。不過這種禁忌並不像恐懼症一樣是一種精神疾病，而是一種迷信，是文化與教育下的結果。另外，「恐四症」一詞並非西方對東方文化的揶揄或嘲諷，與恐四症類似的，西方也有對「13」這個數字的忌諱現象，稱為「十三恐懼症」（英文為Triskaidekaphobia）。

## 虛構作品中的描述
《 JoJo的奇妙冒險：黃金之風 》中的角色葛德·米斯達認為4是不吉利的數字，在作品中不斷試圖避開與4相關的事物（雖然他是義大利人而不屬於漢字文化圈）。